# Радослав Вучковић
Радослав Вучковић (Нишевац, Сврљиг, 27. март 1949) српски је песник, прозни писац и преводилац.

## Биографија
Основну школу учио је у Нишевцу и Сврљигу, гимназију у Нишу и Краљеву и дипломирао на Филозофском факултету у Скoпљу. Био је професор у Средњошколском центру „Братство-јединство“ у Тутину (1978–1981), наставник националне групе предмета у више школа у Хамбургу (1981–1985) , а од 1985.  до пензионисања радио у Стручној школи „Душан Тривунац Драгош“  у Сврљигу, неко време и у Електотехнишкој школи „Мија Станимировић“ у Нишу.
Један је од оснивача и дугогодишњи уредник часописа за књижевност, уметност и књижевну баштину „Бдење“, у Сврљигу, у коме је од 2014. до 2020. био главни и одговорни уредник. Уредник је едиције „Бдење“. 
Пише поезију, кратку причу и преводи с македонског језика. Прве песме за одрасле објавио је у краљевачком „Октобру“, данашња „Повеља“ – 1967. године. Превођен је на енглески, немачки, руски, мађарски, македонски, бугарски... Објављиван је и у Јапану на енглеском језику. Био је члан Удружења књижевника Србије. 

## Награде
- Прва  награда за необјављени рукопис Дисово пролеће (штампање књиге), (Чачак 1988);
- Прва награда Вукових ластара, (Лозница 1990);
- Прва награда за циклус песама (Кикинда 1991);
- Прва награда (штампање књиге) за циклус песама (Лесковац 1993);
- Прва награда на Чегарским ватрама (Ниш 1993);
- Прва награда за циклус песама (Пирот 1998);
- Песнички крчаг (Београд 1999);
- Прва  награда за циклус песама за децу (Дољевац 2000);
- Прва награда (штампање књиге) за циклус песама на конкурсу Народне библиотеке Младеновац (Младеновац 2000);
- Прва награда на Видовданским песничким сусретима (Соколац 2001);
- Прва награда за циклус песама на тему Истина о Србима (Гадишка 2001);
- Награда Војислав Илић Млађи за најбољи сонет (Жабари 2010) ;
- Прва награда за најбољу песму о завичају, за 2022, Културна заједница Републике Српске у Србији, и часопис "Жрнов". и друге

## Дела

### Књиге песама
- Три срцоказа, Графика, Прокупље, 1970;
- Корени и корови, Градска библиотека, Чачак, 1988;
- Бунила, Mimo, Београд, 1990;
- Тавни наук, Просвета, Ниш 1994;
- По распећу, Градска библиотека, Младеновац, 2000;
- Песме, Културни центар Сврљиг и Књижевни клуб „Бранко Миљковић“, Сврљиг–Књажевац, 2011;
- Одабране и друге песме, Културни центар Сврљиг, Сврљиг, 2012;

### Заједничке збирке песама
- Са пештерких источника (са четворицом пештерских песника), Међурепубличка заједница за Културно-просвјетну делатност, Пљевља и СИЗ културе Тутун, Пљевља 1987;
- Радовање и играње, поезија за децу (са З. Вучићем, Р. Арсићем и В. Јовић), Нишки културни центар, Ниш 2002;
- Источно тројство (са З. Вучићем и О. Ристићем), Књижевно друштво „Свети Сава“, Београд 2007;

### Преводи с македонског
- Атанас Вангелов, Неодређене личне заменице, драма, Културни центар Сврљиг, Сврљиг, 2012;
- Антологија македонске књижевности, Јеванђеље по себи, Арка, Смедерево, 2015;
- Славе Ђорђо Димоски, Ходање по води, избор из поезије, Уметничка академија Исток, Књажевац, 2018;
- Братислав Ташковски, Затварање круга, избор из поезије, Наиспринт, Ниш, 2021;